# Rotimi Fani-Kayode

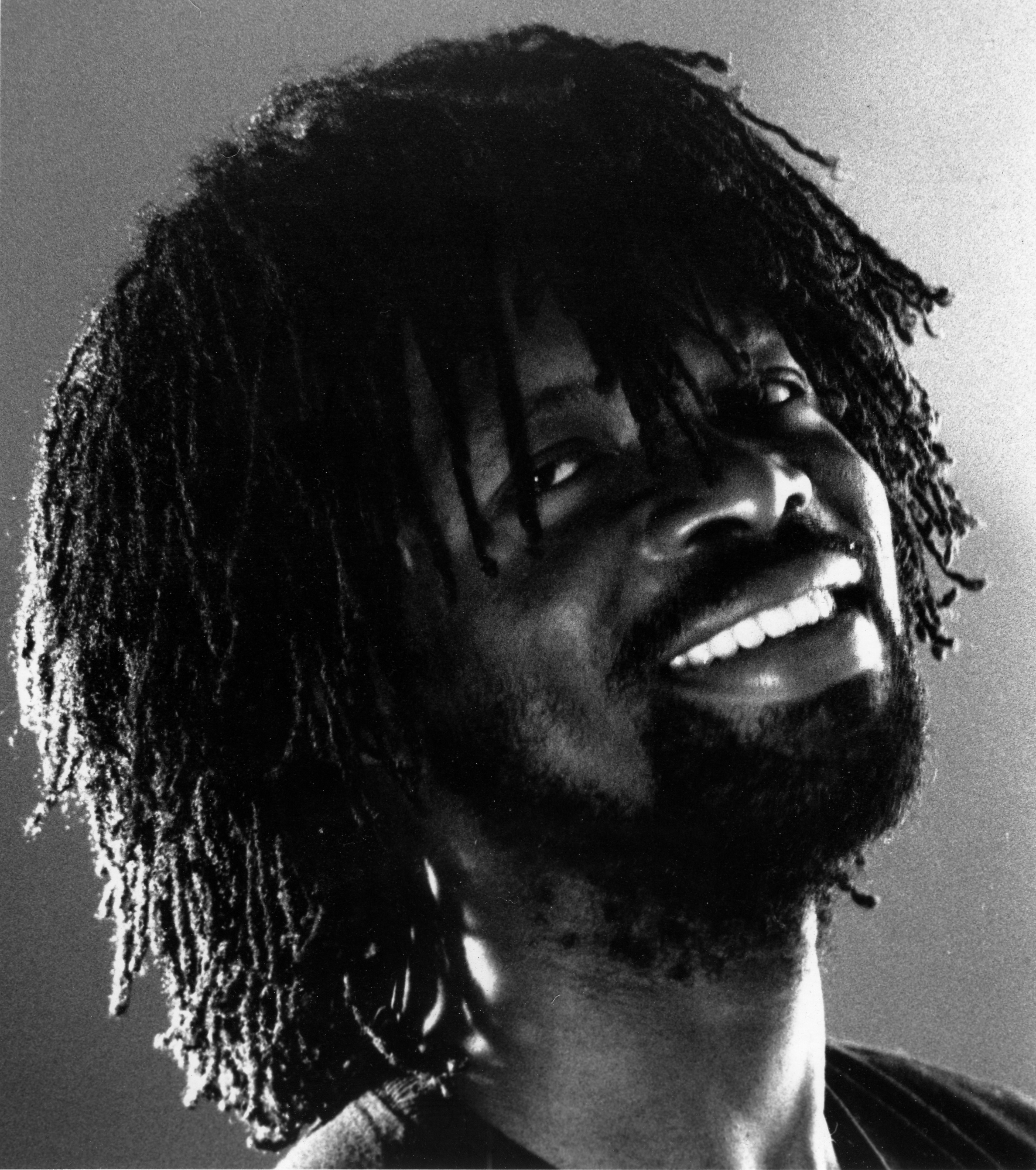
Rotimi Fani-Kayode

Rotimi Fani-Kayode (* 20. April 1955 in Nigeria als Oluwarotimi Adebiyi Wahab Fani-Kayode; † 21. Dezember 1989 in London) war ein britischer Fotograf, Künstler und Aktivist in der AIDS-Arbeit. Sein nur sechs Jahre umfassendes Œuvre gilt heute als wegweisend für eine queere, diasporische Bildsprache, welche den britischen Kunstdiskurs nachhaltig prägte.

## Leben
Fani-Kayodes aus Ife, der heiligen Stadt der Yoruba, stammende Familie hatte politisch und religiös bedeutendes Ansehen. Sein Vater trug den Titel „Balogun“, Oberster Kriegsherr, und den Priestertitel „Akire“, Hüter des Schreins. Zudem war Victor Remilekun Fani-Kayode ein führender Politiker, der an den Verhandlungen zur Unabhängigkeit Nigerias mitwirkte und 1964 stellvertretender Premierminister der Western Region wurde.
Beim Putsch vom 15. Januar 1966 drangen Soldaten in das Haus der Familie ein, nahmen den Vater für sechs Monate gefangen und zwangen die Familie schließlich zur Flucht ins Vereinigte Königreich, wo sie sich in Brighton niederließ. Die erzwungene Emigration erlebte er zeitlebens als Zustand des Exils, den er später als „Fragmentierung des Selbst“ in seinen Fotografien reflektierte.
In den Jahren 1976 bis 1980 studierte Fani-Kayode an der Georgetown University in Washington, D.C. Wirtschaft und Bildende Kunst und absolvierte anschließend ein Masterstudium am Pratt Institute in New York, wo er zeitweise im Studio von Robert Mapplethorpe arbeitete. Seinen formalen Abschluss als Master of Fine Arts erhielt er dort 1983. Dort fand er Anschluss an eine afroamerikanische Schwulenszene, die seine künstlerische Entwicklung prägte. 1987 erschien sein erstes Fotobuch „Black Male/White Male“, das er dieser Community widmete. Im selben Zeitraum arbeitete er in New York und London an Bildfolgen, die Migration, Homoerotik und Yoruba-Spiritualität miteinander verbanden.
In einem vielzitierten Beitrag für das britische Fotomagazin Ten.8 bezeichnete er sich selbst als Außenseiter „auf drei Ebenen: durch die geografische und kulturelle Entwurzelung und dadurch, dass ich nicht der respektabel verheiratete Berufsmann geworden bin, den sich meine Eltern erhofften“. Die Erfahrung, zugleich schwarz, nigerianisch, britisch und schwul zu sein, blieb fortan sein Lebensthema.
In den 1980er-Jahren formte sich vor allem aus der Diaspora der ehemaligen britischen Kolonien Afrikas die politisch und nicht nur künstlerisch definierte Bewegung des „Black Britain“; Fani-Kayode war neben Keith Piper, Eddie Chambers, Rasheed Araeen und John Akomfrah einer ihrer Protagonisten. Seine Wahlheimat Brixton galt dabei als künstlerisches Zentrum, dessen Energie mit der Harlem Renaissance verglichen worden ist. Daneben war er Gründungsmitglied und erster Leiter von „Autograph“, der Assoziation schwarzer Fotografen und arbeitete eng mit dem Black Audio Film Collective zusammen. Der Fotograf Ajamu X, der für ihn Modell stand, erinnerte sich später, Fani-Kayodes Werk habe für ihn „ein Portal geöffnet“.
Fani-Kayode starb bereits im Alter von 34 Jahren an Komplikationen im Zusammenhang mit einer AIDS-Erkrankung.

## Werk
Fani-Kayodes Bilder sind sorgsam inszenierte Studio-Aufnahmen mit entsprechenden Modellen, die sowohl von europäischen als auch afrikanischen Symbolwelten, Themen und Personen erzählen. Das Augenmerk der Fotografien liegt auf dem Christentum gleichsam wie auf der Orisa-Religion seiner Heimat. Die Mystik beider Religionen wird gekonnt in Szene gesetzt, denn Fani-Kayode glaubt nicht an den fotografischen Moment; mit dieser Strategie erreicht er eine Transzendenz seines Stoffes, die für gewöhnlich der Malerei vorenthalten ist, und sie lässt ihn der Vision Caravaggios näher sein als anderen zeitgenössischen Fotografen. Charakteristische Beispiele sind die Fotografien Snap Shot und Umbrella (beide 1987), in denen er durch doppeldeutige Posen und subtile Lichtführung Voyeurismus, Selbstbehauptung und Spiritualität auslotet. Frühe Schlüsselarbeiten wie Bronze Head (1987) oder White Bouquet (1987) zeigen fragmentierte schwarze Körper, die mit Ife-Bronzen beziehungsweise kunsthistorischen Anspielungen auf Édouard Manets Olympia verflochten sind und so koloniale Macht- und Blickregime unterlaufen. Durch die bewusste Unvollständigkeit des Körpers thematisiert er Verlust, Diaspora und homoerotisches Begehren als unaufhebbare Erfahrungen von Fragmentierung. Die Themenkreise Fani-Kayodes drehen sich neben der Religiosität um Geschlecht, Sexualität und gleichgeschlechtliches Begehren. Fani-Kayode verstand seine Fotografie explizit als „Waffe“, um sich gegen rassistische und homofeindliche Diskurse zu behaupten, wie er 1988 in seinem Essay Rage & Desire formulierte.
Fani-Kayode selbst zog Parallelen zwischen seinem Werk und den Holzschnitten der Osogbo-Schule in Yorubaland, deren Künstler „die kulturellen Subversionen des Neokolonialismus zurückweisen und die reiche, geheime Welt unserer Ahnen feiern“. Damit verschränkt er Fragen von Nationalität, Rasse und Spiritualität mit der Ästhetik homoerotischer Bildtraditionen. Kunsthistorische Studien verorten seine Bildsprache als zentral für die Neubestimmung von Sexualität, Rasse und Selbstrepräsentation in der britischen Fotografie der 1980er- und 1990er-Jahre.
Ein zentraler Werkkomplex ist die Serie Nothing to Lose (1989), in der Fani-Kayode sich selbst nackt, mit Körperbemalung, Schmuck oder Blumen inszenierte und in choreografierten Posen zwischen ritueller Andacht und erotischer Geste positionierte. Die stark kontrastierende Lichtführung, die goldene und bernsteinfarbene Glanzpunkte gegen tiefe Schatten setzt, erinnert an die Dramatik der Sakralbilder Caravaggios. Ebenfalls 1988/89 entstanden Schwarzweißaufnahmen wie Epa Burial (1988), Ebo Oriso (1987–1988) und Dan Mask (1989), in denen anmutig gespannte Körper Yoruba-Masken und andere Kultobjekte halten; das Gesicht bleibt dabei häufig aus dem Bild ausgeschlossen, sodass Körper und Kunstobjekt zu einer zeitlosen Einheit verschmelzen. Zu seinen bevorzugten Techniken gehörten Mehrfachbelichtungen, mit denen er sichtbare und unsichtbare Ebenen ineinanderlegte, um – wie Kurator Mark Sealy es formuliert – „jenseits jeder Gravitationskraft“ nach einem Bild für das eigentlich Unabbildbare zu suchen.
Ein Großteil seines Spätwerks entstand in enger Zusammenarbeit mit seinem Lebensgefährten, dem Fotografen Alex Hirst; gemeinsam schufen sie u. a. die Serien Nothing to Lose und Ecstatic Antibodies. Die gemeinsamen Serien nutzten dramatische Hell-Dunkel-Kontraste zur Inszenierung von Verwundbarkeit, erotischen Begehrens und kultureller Hybridität des schwarzen männlichen Körpers. Ein wiederkehrendes Motiv ist dabei die Verdeckung der Augen durch Haar, Hände oder Masken, das – so Fani-Kayode – die gesellschaftliche Blindheit gegenüber schwarzer queerer Existenz spiegele. Gemeinsam mit Hirst entstand auch die Farbfotoserie Communion, deren posthum gezeigtes Motiv „The Golden Phallus“ die Ikonografie christlicher Altargemälde mit Yoruba-Symbolik und einer Feier queerer Körperlichkeit verknüpft.
Bilder wie Adebiyi oder Corn God haben klare Referenzen zur Religion der Yoruba, in der der Kopf als Repräsentation der Gottheit und in besonderem Maße Zwillinge verehrt werden; in Fani-Kayodes Werk stehen die Zwillinge gleichsam für die beiden Kulturen, in denen sich sein Leben abspielt. Im Bild Adebiyi (um 1989) hält das Modell eine Maske, deren Streifen auf Eshu, den Trickstergott der Yoruba, verweisen. Die Maske ist jedoch kein traditionelles Artefakt, sondern ein Abguss – ein ironisches Zeichen afrikanischem Anderssein, das primitivistische Tropen der europäischen Moderne unterläuft. In anderen Fotografien verbinden sich Todesomen wie verhüllte Figuren mit expliziter Erotik. Untitled (ca. 1989) etwa zeigt zwei in schwerem Samt gehüllte Männer in dramatischem Chiaroscuro, ihre Gesichter vom Betrachter abgewandt. Durch solche Momente von Intimität und Kommunion versteht Fani-Kayode queere Sexualität als Akt der Heilung und des persönlichen wie politischen Überlebens. Daneben, wie in Every Moment Counts, existieren Bilder die ausschließlich die christliche Vorstellung von Erlösung zum Thema haben.
Bereits zu seinen Lebzeiten war er in wichtigen Gruppenausstellungen vertreten – etwa 1985 bei South West Arts in Bristol, 1987 im Oval House Theatre in London und 1989 in Camerawork, London. Während seiner Lebenszeit hatte Fani-Kayode nur eine Einzelausstellung – 1986 in den Riverside Studios, London. Umfangreiche Retrospektiven folgten erst postum, u. a. 1995 und 1999 bei Autograph in London sowie im Wexner Center for the Arts in Columbus (Ohio). International wurde sein Werk 2003 im African Pavilion der Biennale von Venedig und 2011 in der Schau ARS 11 im Kiasma Museum of Contemporary Art, Helsinki, präsentiert. Weitere Einzelausstellungen folgten postum, darunter 2009 im Hutchins Center der Harvard University (Cambridge, Massachusetts), 2011 in Rivington Place (London), 2014 bei Tiwani Contemporary (London), 2016 in den Syracuse University Art Galleries (New York) und 2018 im Hales Project Room (New York).
Seit den 2010er-Jahren arbeitet Autograph ABP, das er mitbegründet hatte, daran, sein Œuvre in Wanderausstellungen weltweit neu zu präsentieren; Stationen waren u. a. die Palitz Gallery der Syracuse University (USA). Mit der ersten großen musealen Retrospektive auf dem afrikanischen Kontinent – 2014 im Iziko Museum in Kapstadt – wurde sein Werk zugleich in einer Zeit verschärfter Homophobie in Nigeria bekannt, nachdem dort im selben Jahr das „Same Sex Marriage (Prohibition) Act“ unter Strafe gestellt worden war. Im Jahr 2015 präsentierte die Organisation Light Work in der Kathleen O. Ellis Gallery der Syracuse University die bislang umfassendste US-amerikanische Auswahl seiner Arbeiten, welche das internationale Interesse an seinem Archiv weiter befeuerte. Die Schau betonte insbesondere die Zusammenarbeit mit Alex Hirst und führte Werke wie The Golden Phallus in einen neuen queer-theologischen Kontext ein.
Sein Archiv wird heute von Autograph verwaltet, und ein neuer Werkband ist für 2026 angekündigt. Fani-Kayodes Einfluss zeigt sich in den Arbeiten jüngerer Fotografen wie Zanele Muholi, Eric Gyamfi und Paul Mpagi Sepuya. Darüber hinaus kennzeichnet die Forschung der letzten Jahre eine Re-zentrierung seines Œuvres innerhalb der britischen Kunstgeschichte.
Der nigerianische LGBT-Aktivist Bisi Alimi betont, Fani-Kayode habe „das Konzept schwarzer Männlichkeit radikal herausgefordert und die Bedeutung der Selbstermächtigung des Körpers aufgezeigt“; seine Fotografien seien „ihrer Zeit Jahre voraus“ gewesen.

## Zitate
- „On three counts I am an outsider: in terms of sexuality, in terms of geographical and cultural dislocation; and in the sense of not having become the sort of respectably married professional my parents might have hoped for.“[8]
- „In dreifacher Hinsicht bin ich ein Außenseiter: in Belangen der Sexualität, in Belangen der geographischen und kulturellen Entwurzelung; und in dem Sinne, dass ich nicht der achtbar verheiratete Herr mit ehrenhaften Beruf geworden bin, den sich meine Eltern vielleicht gewünscht haben.“

## Ausstellungen
- 1985: B & J Gallery, Lagos, Nigeria
- 1987: Misfits, Oval House Gallery, London
- 1988: 181 Gallery, London; Bodies of experience, Camerawork, US-/UK-Tour
- 1989: Submarine Gallery, London; Retrospective, 198 Gallery, London
- 1990: Ecstatic Antibodies, Battersea Arts Centre, London
- 1991: Retrospective, The Black Art Gallery, London
- 1992: Centre Culturel Wallonie-Bruxelles, Paris
- 1995: Communion, Impressions Gallery, York; Camden Arts Centre, England